# Badminton 2001
Höhepunkte des Badmintonjahres 2001 waren die Weltmeisterschaft und der Sudirman Cup.
== World Badminton Grand Prix ==
| Veranstaltung  | Herreneinzel      | Dameneinzel              | Herrendoppel                        | Damendoppel                   | Mixed                           |
| -------------- | ----------------- | ------------------------ | ----------------------------------- | ----------------------------- | ------------------------------- |
| Korea Open     | Peter Gade        | Camilla Martin           | Ha Tae-kwon Kim Dong-moon           | Huang Nanyan Yang Wei         | Kim Dong-moon Ra Kyung-min      |
| All England    | Pullela Gopichand | Gong Zhichao             | Tony Gunawan Halim Haryanto         | Gao Ling Huang Sui            | Zhang Jun Gao Ling              |
| Swiss Open     | Roslin Hashim     | Pi Hongyan               | Michael Søgaard Jim Laugesen        | Ra Kyung-min Lee Kyung-won    | Jens Eriksen Mette Schjoldager  |
| Japan Open     | Roslin Hashim     | Zhou Mi                  | Candra Wijaya Sigit Budiarto        | Gao Ling Huang Sui            | Bambang Suprianto Minarti Timur |
| Malaysia Open  | Ong Ewe Hock      | Gong Ruina               | Candra Wijaya Sigit Budiarto        | Huang Nanyan Yang Wei         | Bambang Suprianto Emma Ermawati |
| Indonesia Open | Marleve Mainaky   | Ellen Angelina           | Candra Wijaya Sigit Budiarto        | Deyana Lomban Vita Marissa    | Tri Kusharyanto Emma Ermawati   |
| Singapur Open  | Taufik Hidayat    | Zhang Ning               | Tony Gunawan Halim Haryanto         | Zhang Jiewen Wei Yili         | Jens Eriksen Mette Schjoldager  |
| US Open        | Lee Hyun-il       | Ra Kyung-min             | Kang Kyung-jin Park Young-duk       | Kim Kyeung-ran Ra Kyung-min   | Mathias Boe Majken Vange        |
| China Open     | Xia Xuanze        | Zhou Mi                  | Zhang Wei Zhang Jun                 | Zhang Jiewen Wei Yili         | Liu Yong Chen Lin               |
| Hong Kong Open | Shon Seung-mo     | Sujitra Ekmongkolpaisarn | Lee Dong-soo Yoo Yong-sung          | Liu Zhen Xiao Luxi            | Kim Dong-moon Ra Kyung-min      |
| German Open    | Kenneth Jonassen  | Pi Hongyan               | Michael Søgaard Jim Laugesen        | Rikke Olsen Helene Kirkegaard | Michael Søgaard Rikke Olsen     |
| Dutch Open     | Lee Tsuen Seng    | Mia Audina               | Jon Holst-Christensen Jesper Larsen | Anastasia Russkikh Xu Huaiwen | Gail Emms Nathan Robertson      |
| Denmark Open   | Bao Chunlai       | Camilla Martin           | Martin Lundgaard Hansen Lars Paaske | Helene Kirkegaard Rikke Olsen | Tri Kusharyanto Emma Ermawati   |
| Thailand Open  | Yong Hock Kin     | Tracey Hallam            | Sigit Budiarto Luluk Hadiyanto      | Eny Erlangga Jo Novita        | Candra Wijaya Jo Novita         |

## Terminkalender
| Veranstaltung                                       | Ort                 | Beginn             | Ende               |
| --------------------------------------------------- | ------------------- | ------------------ | ------------------ |
| World Badminton Grand Prix Finale 2000              | Bandar Seri Begawan | 8. August 2001     | 12. August 2001    |
| Westdeutsche Badmintonmeisterschaft 2001            | Gütersloh           | 7. Januar 2001     | 8. Januar 2001     |
| Polnische Badmintonmeisterschaft 2001               | Suwałki             | 1. Februar 2001    | 3. Februar 2001    |
| Indische Badmintonmeisterschaft 2000/01             | Jaipur              | 1. Februar 2001    | 1. Februar 2001    |
| Englische Badmintonmeisterschaft 2001               | Burgess Hill        | 2. Februar 2001    | 4. Februar 2001    |
| Dänische Badmintonmeisterschaft 2001                | Fredericia          | 2. Februar 2001    | 4. Februar 2001    |
| Estnische Badmintonmeisterschaft 2001               | Tartu               | 4. Februar 2001    | 5. Februar 2001    |
| Malaysische Badmintonmeisterschaft 2000/2001        | Kangar              | 7. Februar 2001    | 10. Februar 2001   |
| Malaysische Badmintonmeisterschaft 2000/2001        | Kangar              | 7. Februar 2001    | 10. Februar 2001   |
| Kroatische Badmintonmeisterschaft 2001              | Zagreb              | 10. Februar 2001   | 11. Februar 2001   |
| All England 2001                                    | Birmingham          | 7. März 2001       | 11. März 2001      |
| Swiss Open 2001                                     | Münchenstein        | 13. März 2001      | 18. März 2001      |
| French Open 2001                                    | Paris               | 15. März 2001      | 18. März 2001      |
| Tschechische Badmintonmeisterschaft 2001            | Rychnov nad Kněžnou | 16. März 2001      | 18. März 2001      |
| Boston Open 2001                                    | Cambridge           | 16. März 2001      | 18. März 2001      |
| Dutch International 2001                            | Wateringen          | 29. März 2001      | 1. April 2001      |
| Badminton-Junioreneuropameisterschaft 2001          | Spała               | 10. April 2001     | 14. April 2001     |
| Singapur International 2001                         | Singapur            | 20. April 2001     | 22. April 2001     |
| Senioren-Badmintoneuropameisterschaft 2001          | Sofia               | 16. Mai 2001       | 20. Mai 2001       |
| Sudirman Cup 2001                                   | Sevilla             | 28. Mai 2001       | 2. Juni 2001       |
| Badminton-Weltmeisterschaft 2001                    | Sevilla             | 3. Juni 2001       | 10. Juni 2001      |
| Badminton bei den Island Games 2001                 | Douglas             | 8. Juli 2001       | 13. Juli 2001      |
| Junioren-Badmintonasienmeisterschaft 2001           | Taipeh              | 8. Juli 2001       | 14. Juli 2001      |
| Malaysia Open 2001                                  | Shah Alam           | 17. Juli 2001      | 22. Juli 2001      |
| Badminton bei den Sommer-Deaflympics 2001           | Rom                 | 22. Juli 2001      | 1. August 2001     |
| Indonesia Open 2001                                 | Jakarta             | 25. Juli 2001      | 29. Juli 2001      |
| Singapur Open 2001                                  | Singapur            | 15. August 2001    | 19. August 2001    |
| Badminton-Asienmeisterschaft 2001                   | Manila              | 22. August 2001    | 26. August 2001    |
| Badminton-Juniorenafrikameisterschaft 2001          | Lusaka              | 22. August 2001    | 26. August 2001    |
| Carebaco-Meisterschaft 2001                         | Kingston            | 24. August 2001    | 26. August 2001    |
| Hamilton International 2001                         | Hamilton            | 24. August 2001    | 26. August 2001    |
| Südostasienspiele 2001/Badminton                    | Kuala Lumpur        | 9. September 2001  | 15. September 2001 |
| Hong Kong Open 2001                                 | Hongkong            | 25. September 2001 | 30. September 2001 |
| German Open 2001                                    | Duisburg            | 2. Oktober 2001    | 7. Oktober 2001    |
| Czech International 2001                            | Liberec             | 4. Oktober 2001    | 7. Oktober 2001    |
| Dutch Open 2001                                     | Eindhoven           | 9. Oktober 2001    | 14. Oktober 2001   |
| Brazil International 2001                           | São Paulo           | 11. Oktober 2001   | 14. Oktober 2001   |
| Slovak International 2001                           | Prešov              | 11. Oktober 2001   | 14. Oktober 2001   |
| Denmark Open 2001                                   | Farum               | 16. Oktober 2001   | 21. Oktober 2001   |
| Badminton bei den Nationalspielen von Taiwan 2001   | Fengshan            | 21. Oktober 2001   | 25. Oktober 2001   |
| Badminton-Panamerikameisterschaft 2001              | Lima                | 25. Oktober 2001   | 28. Oktober 2001   |
| Hungarian International 2001                        | Budapest            | 1. November 2001   | 4. November 2001   |
| Thailand Open 2001                                  | Bangkok             | 5. November 2001   | 11. November 2001  |
| Badminton bei den Chinesischen Nationalspielen 2001 | Guangzhou           | 11. November 2001  | 25. November 2001  |
| BMW Open 2001                                       | Saarbrücken         | 5. Dezember 2001   | 9. Dezember 2001   |
| Südkoreanische Badmintonmeisterschaft 2001          | Gwangmyeong         | 5. Dezember 2001   | 7. Dezember 2001   |